# Exacum teres
Exacum teres är en gentianaväxtart som beskrevs av Nathaniel Wallich. Exacum teres ingår i släktet Exacum och familjen gentianaväxter. Inga underarter finns listade i Catalogue of Life.